# Hieronymus Holper

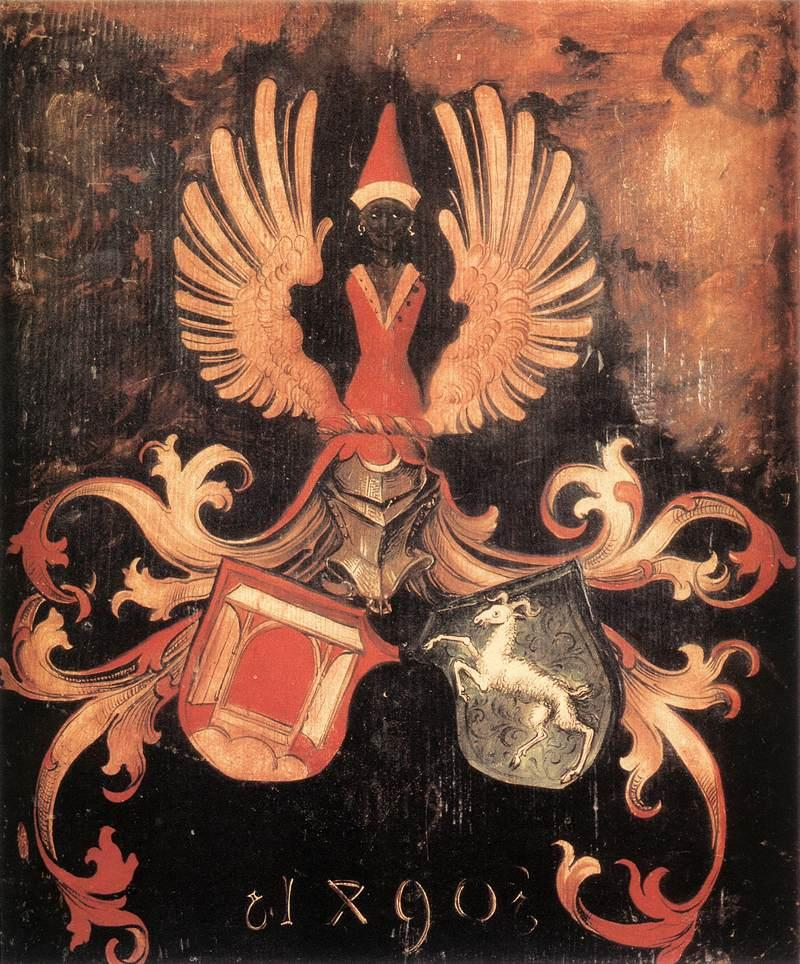
Allianzwappen der Familien Dürer und Holper (1490)

Hieronymus Holper, tätig zwischen 1435 und 1483 in Nürnberg, war ein Goldschmied in Nürnberg.
Vermutlich war er der Sohn des Heinz Holber. Über seine Ausbildung ist nichts bekannt; Heinz Holber war jedenfalls nicht sein Lehrer, da er nicht als Goldschmiedemeister in Nürnberger Meisterlisten verzeichnet ist. 1435 erhielt Hieronymus Holper das Meisterrecht. Er muss in Nürnberg einiges an Ansehen besessen haben, denn er bekleidete dort mehrere öffentliche Ämter. 1448/49 lieferte er für den Bamberger Domschatz ein heute verlorenes Büstenreliquiar des hl. Pius. Für den Böhmenkönig Ladislaus Postumus schnitt er 1454/55 ein Siegel. Am 1. Mai 1460 erwarb der Nürnberger Rat von ihm für 54 Gulden 1 Schilling und 4 Heller ein vergoldetes Trinkgefäß, das dem in Nürnberg zu Besuch weilenden Herzog Sigismund von Bayern-München geschenkt wurde. 1455 erwarb er ein Haus in der Stöpselgasse. Ab 1461 war er im Silberwaagamt und in der Goldschmiedeschau. Darüber hinaus bekleidete er bis 1470 auch das Amt eines Münzprobierers. Verheiratet war er mit Kunigunde Ellinger (auch Oellinger) aus Weißenburg in Bayern. 1481 war er als Geschworener im Ämterbüchlein aufgeführt; zuletzt wurde er 1483 als lebend erwähnt.
Vermutlich 1444 lernte er Albrecht Dürer den Älteren, den Vater des berühmten Malers Albrecht Dürer, kennen. Jener war, nach mehrjährigem Aufenthalt in den Niederlanden, von 1455 bis 1461 als Geselle in Holpers Werkstatt tätig. Er war sowohl der Gönner als auch der Freund des talentierten Dürer. Dieser heiratete am 8. Juni 1467 Holpers damals gerade erst 15 Jahre alte Tochter Barbara.
Bis heute lassen sich Hieronymus Holper außer dem erwähnten Siegel keine Arbeiten eindeutig zuweisen.